# Clepsis neglectana
Clepsis neglectana es una especie de polilla del género Clepsis, categorizada en la tribu Archipini, de la subfamilia Tortricinae.

## Distribución
Se distribuye por Alemania, Polonia, Hungría, Rusia, Francia y Suiza.

## Taxonomía
Fue descrita por Herrich-Schaffer en 1851 y publicada en (Tortrix (Lozotaenia)), Syst. Bearbeitung Schmett. Eur. 4: 167.